# (494) Virtus
(494) Virtus ist ein Asteroid des Hauptgürtels, der am 7. Oktober 1902 vom deutschen Astronomen Max Wolf in Heidelberg entdeckt wurde.
Benannt ist der Asteroid nach der römischen Gottheit Virtus.